# Monastère de l'Annonciation de Supraśl
Pour les articles homonymes, voir Monastère de l'Annonciation et Annonciation (homonymie).

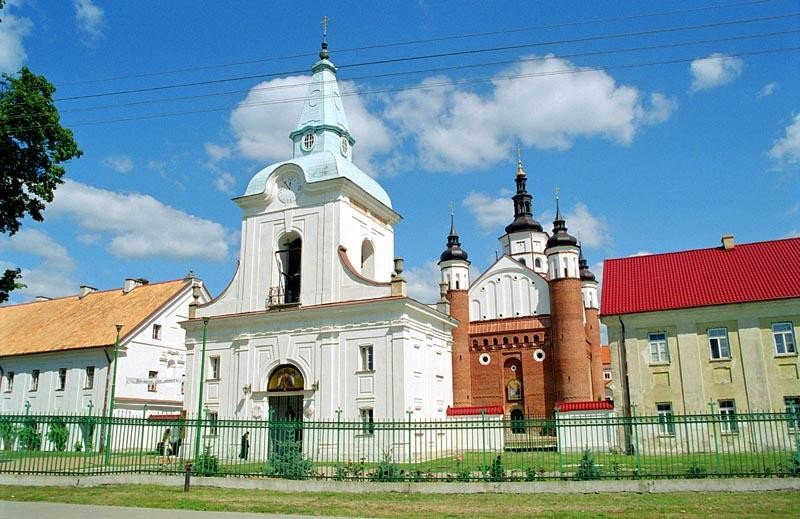
Monastère de l'Annonciation de Supraśl

Le monastère de l'Annonciation de Supraśl ou laure de Supraśl (en polonais : Monaster Zwiastowania Najświętszej Marii Panny w Supraślu) est un monastère orthodoxe polonais situé à Supraśl au Nord-Est de la Pologne.

## Histoire
Le monastère de l'Annonciation de Supraśl a été fondé au XVIe siècle.